# Wandelroute GR50
De GR50 is een lusvormig langeafstandswandelpad rond het nationaal park Écrins. De route gaat om het park heen, zonder binnen te gaan in de kernzone van het park, in tegenstelling tot de GR54 die dit wel doet. De GR50 draagt soms de naam "Tour du Vieux Chaillol" (tussen Champoléon en Saint-Jacques-en-Valgodemard), "Tour du Haut Dauphiné" (voor de gehele lus) en "Tour du Parc National des Ecrins" (voor de gehele lus). De totale lengte bedraagt ongeveer 363 kilometer en wordt doorgaans afgelegd in 15 tot 20 dagen. Het hoogste punt wordt bereikt op de Col du Souchet op het plateau d'Emparis op een hoogte van 2365 meter. Hier loopt de route samen met de GR54.

## Route
- Saint-Michel-de-Chaillol
- La Motte-en-Champsaur
- Saint-Jacques-en-Valgodemard
- Col des Vachers (1904 m)
- la Salette-Fallavaux
- Col d'Hurtières (1825 m)
- Valbonnais
- Col du Plan Collet (1356 m)
- Oris-en-Rattier
- Col de la Morte (1367 m)
- Pas de l'Envious (2074 m)
- Ornon
- Villard-Reymond
- le Bourg-d'Oisans
- Mont-de-Lans
- Barrage du Chambon
- Mizoën
- Col du Souchet (2365 m) (Plateau d'Emparis)
- Col du Lautaret (2057 m)
- le Freyssinet
- Les Vigneaux
- Col de la Pousterle (1763 m)
- Freissinières
- Châteauroux-les-Alpes
- Réallon
- Sommet de Chatégré (1710 m)
- Serre Eyrauds
- Champoléon

## Afbeeldingen

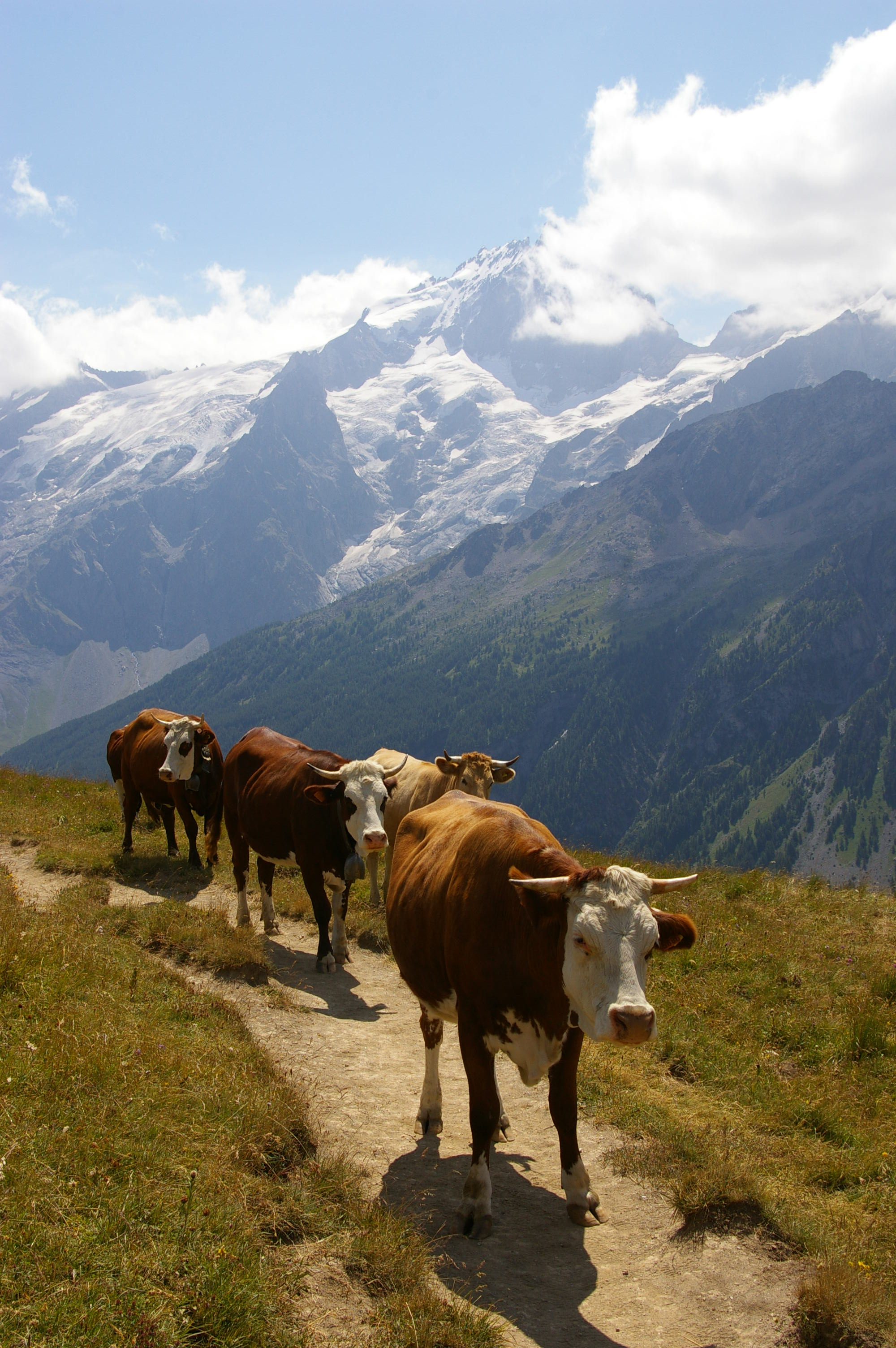
Op de GR50 (en GR54) bij Le Chazelet, in de buurt van La Grave
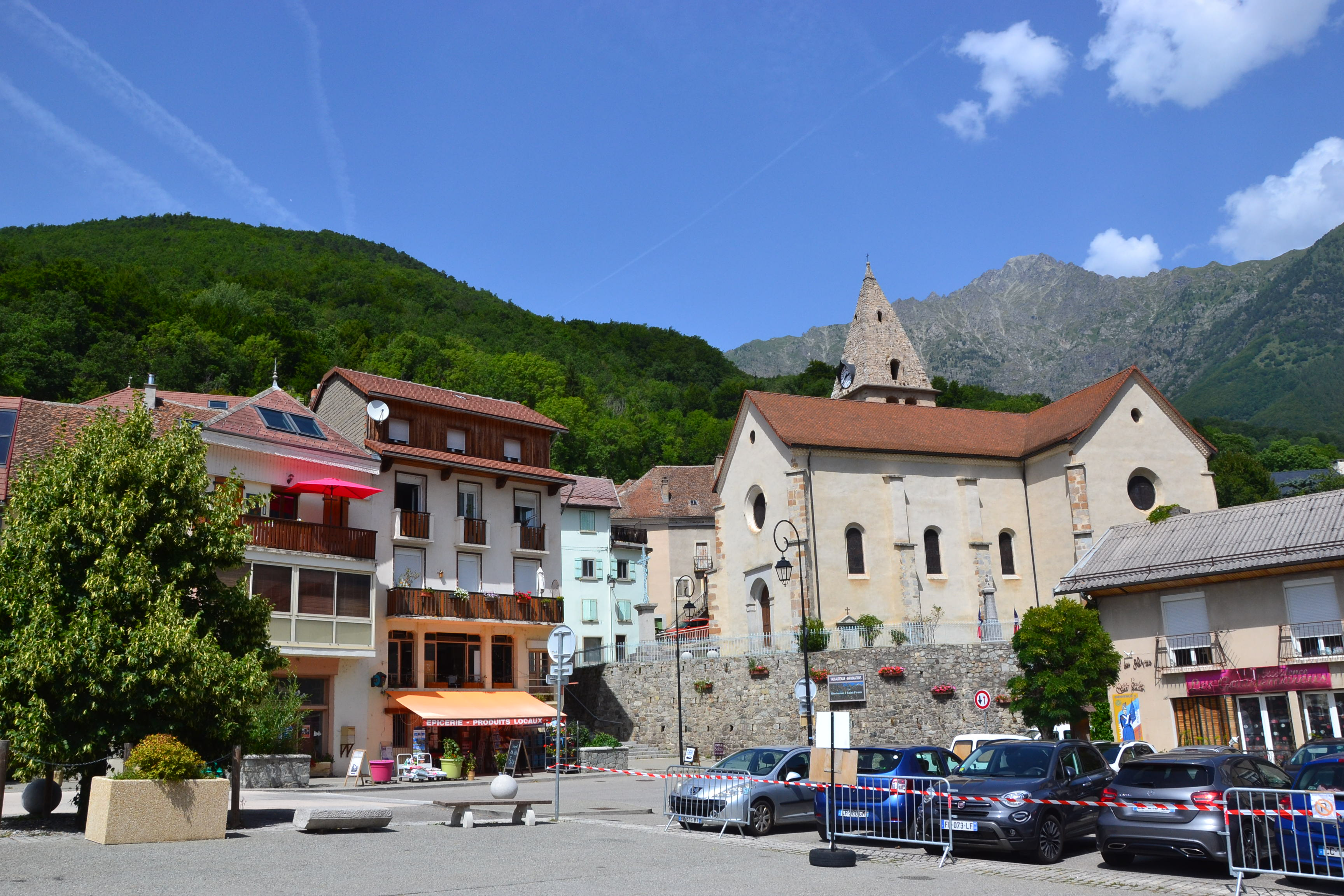
Saint-Firmin
Bij het bedevaartsoort van La Salette
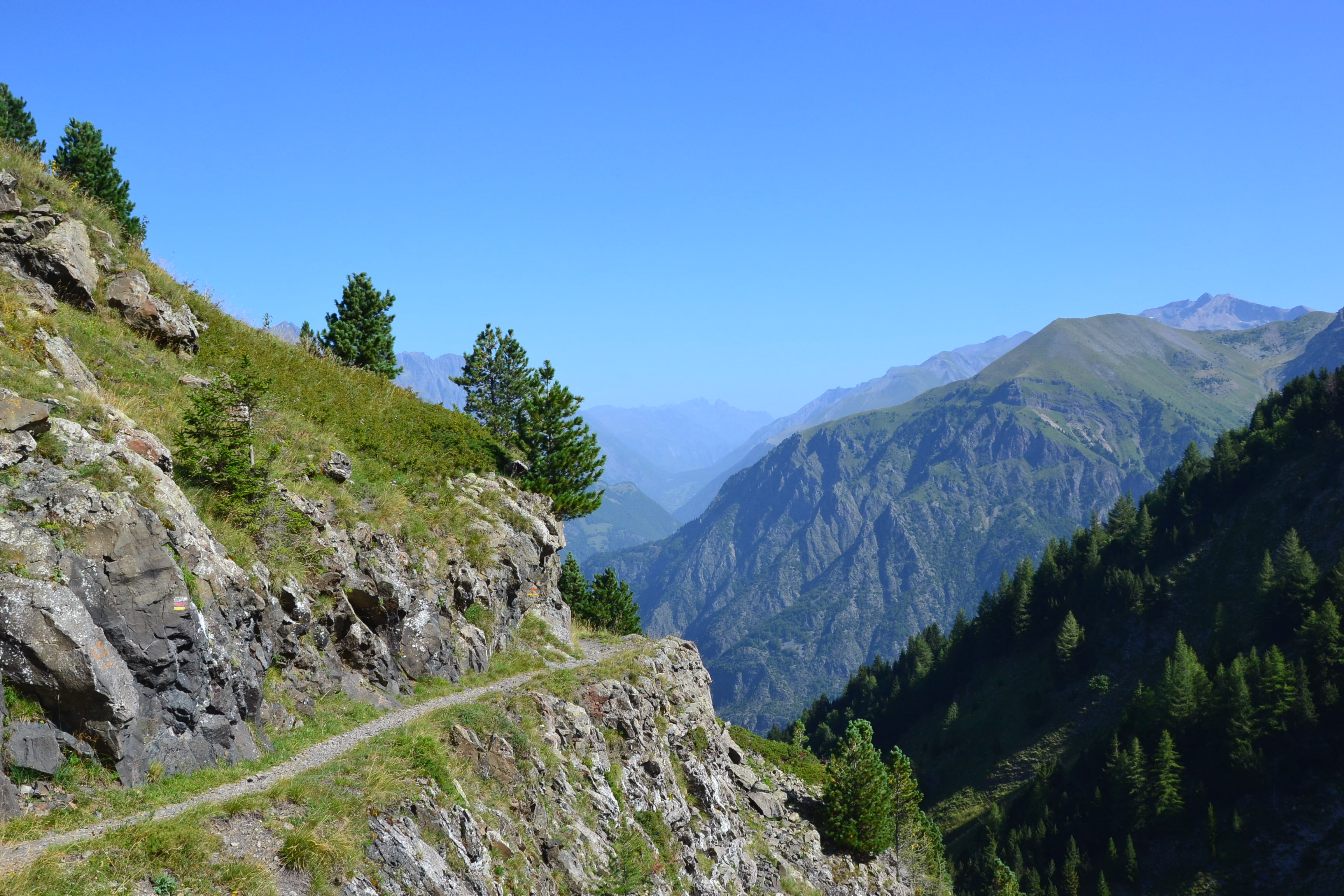
Bij de Col d'Hurtières